# کانگ، بوتسوانا
کانگ (به انگلیسی: Kang) شهری در ناحیهٔ کگالاگدی کشور بوتسوانا است که در سال ۲۰۰۰ میلادی ۴٬۱۲۴ نفر جمعیت داشته که از این تعداد، ۲٬۱۳۳ نفر مرد و ۱٬۹۹۱ نفر زن بوده‌اند.